# Papite
Papite var ett kemiskt vapen, en sorts tårgas, som av franska trupper användes under första världskriget. Det bestod till 75 % av akrolein och 25 % av tenntetraklorid eller titantetraklorid.